# Сімплікій
Сімплікій Кілікійський (у деяких джерелах Сімпліцій; дав.-гр. Σιμπλίκιος ὁ Κῐλίκιος; лат. Simplicius; близько 490—560) — античний філософ-неоплатонік, представник Афінської школи неоплатонізму.
Навчався у місті Александрія у Аммонія, сина Гермія, потім переїхав до Афін, де став учнем Дамаскія, філософію якого повністю поділяв. До 529 року працював викладачем у Платонівській Академії, яка була ліквідована за наказом імператора Юстиніана. У 531 разом зі схолархом Академії Дамаскієм і п'ятьма іншими академіками Сімплікій переїздить до Персії у двір царя Хосрова I, але згодом, після підписання мирної угоди з Візантією, повернувся і приблизно з 532-533 рр. мешкав у Харані, на східній околиці Імперії.

## Філософія
Після 529 р. Сімплікій написав всесвітньо відомі коментарі: до «Фізики», «Про небо», «Про душу», «Категорій» Арістотеля; до «Керівництва» Епіктета; до «Мистецтва» Гермогена; до трактату «Звід піфагорейських учень» Ямвліха. Тексти Сімплікія — вагоме джерело історії грецької філософії. Завдяки коментарю до «Фізики» нам у спадок залишились фрагменти досократиків, особливо Геракліта і Парменіда.
Філософія Сімплікія спирається на концепції Дамаскія. Сімплікій переконаний у тотожності філософії Платона і Арістотеля. Як автор коментарів він дотримується традиційного погляду на примирення Платона з Арістотелем, але частіше віддає перевагу Арістотелю). Фрагменти Арістотеля з критикою Платона у Сімплікія завжди інтерпретуються як словесні розбіжності Платона і Арістотеля, як подальший розвиток платонівських ідей у Арістотеля, або ж як такі, що не належать зовсім до Платона.
Погляди Платона і Арістотеля про душу наприклад, на думку Сімплікія, повністю збігаються: якщо душа світу, за Платоном, нерухома, це не означає, що вона зовсім позбавлена всякого руху, оскільки саме вона і є причиною руху світу; а якщо Арістотель говорить про рухливості душі, ця рухливість можлива тільки тому, що душа, взята сама собою, є цілком певна, нерухома, категорія, потенційно-підлягає руху.
У коментарі до «Керівництва» Епіктета Сімплікій дає «занижене» уявлення про першу неоплатонічну іпостась з трактуванням її не вище, ніж деміурга, в той час як канонічно перша іпостась трактується безумовно до деміурга вищого, а деміург вперше «з'являється» тільки у другій, тобто вже в ноуменальній, іпостасі. Тобто Єдине у Сімплікія розуміється не так у надчисельній сутності, як саме у вигляді вихідної сукупності (різної) логічно послідовної за ним чисельності. (Таке розуміння відповідає загальній тенденції Афінської школи до зниження платонівської, і за нею плотонівської традиції.)
Найбільший інтерес представляє вчення Сімплікія про простір і час, а також його полеміка (у коментарі до «Фізики») з Іоанном Філопоном з приводу понять субстанції, форми, загального і приватного характеру людського пізнання. Знамените також вчення Сімплікія про «пневматичне» тіло, середнє між розумною душею і фізичним тілом, яке керує всіма афективними станами людини.

## Математика
Сімплікій був дуже обізнаний в математиці. У його філософських творах збереглися ряд фрагментів античних авторів, які залишили вагомий внесок в історію античної математики. Зокрема, у коментарях до «Фізики» Аристотеля є текст, який висвітлює історію задачі про квадратуру кола в доархімедовський період і містить виписки з Евдема Родоського, в яких описуються «луночки» Гіппократа Хіоського.
Сімплікій був автором загубленого коментаря до «Начала» Евкліда. Більшість цитат із цього коментаря збереглась у коментарі до «Начала», упорядкованим математиком Хстоліття ан-Найрізі.

### Твори
Коментарі Сімплікія загалом видавались у серії «Commentaria in Aristotelem Graeca»), англійські переклади видавались у серії «Ancient commentators project»).
- Сімплікій, коментар «Про небо»:
  - текст: CAG. Vol. 7 (1894). 819 p.
  - англ. переклад в 7 томах:
    - Simplicius: On Aristotle's «On the Heavens 1.1-4», translated by Robert J. Hankinson. Cornell University Press, Ithaca (N.Y.) 2002. ISBN 0-8014-3907-8
    - Simplicius: On Aristotle, On the Heavens 1.5-9, translated by Robert J. Hankinson. Duckworth, London 2004. ISBN 0-7156-3231-0
    - Simplicius: On Aristotle's «On the Heavens 1.10-12», translated by Robert J. Hankinson. Cornell University Press, Ithaca (N.Y.) 2006. ISBN 0-8014-4216-8
    - Simplicius: On Aristotle, On the Heavens 2.1-9, translated by Ian Mueller. Duckworth, London 2004. ISBN 0-7156-3200-0
    - Simplicius: On Aristotle, On the Heavens 2.10-14, translated by Ian Mueller. Duckworth, London 2005. ISBN 0-7156-3342-2
    - Simplicius: On Aristotle, On the Heavens 3.1-7, translated by Ian Mueller. Duckworth, London 2009. ISBN 0-7156-3843-2
    - Simplicius: On Aristotle, On the Heavens 3.7-4.6, translated by Ian Mueller. Duckworth, London 2009. ISBN 0-7156-3844-0
- Сімплікій, коментар до «Категорії»:
  - текст: CAG. Vol. 8 (1907). 621 p.
  - англ. переклад в 4 томах:
    - Simplicius: On Aristotle, Categories 1-4, translated by Michael Chase. Duckworth, London 2003. ISBN 0-7156-3197-7
    - Simplicius: On Aristotle, Categories 5-6, translated by Frans A.J. de Haas and Barrie Fleet. Duckworth, London 2001. ISBN 0-7156-3037-7
    - Simplicius: On Aristotle's «Categories 7-8», translated by Barrie Fleet. Cornell University Press, Ithaca (N.Y.) 2002. ISBN 0-8014-3839-X
    - Simplicius: On Aristotle, Categories 9-15, translated by Richard Gaskin. Cornell University Press, Ithaca (N.Y.) 2000. ISBN 0-8014-3691-5
- Сімплікій, коментар до «Фізики».
  - текст книг 1-4: CAG. Vol. 9 (1882). 850 p.
  - текст книг 5-8: CAG. Vol. 10 (1895). 693 p.
  - англ. переклад (вийшло 7 томів, не закінчено):
    - Simplicius: On Aristotle, Physics 2, translated by Barrie Fleet. Duckworth, London 1997. ISBN 0-7156-2732-5
    - Simplicius: On Aristotle, Physics 3, translated by James O. Urmson. Duckworth, London 2002. ISBN 0-7156-3067-9
    - Simplicius: On Aristotle, Physics 4.1-5, 10-14, translated by James O. Urmson. Duckworth, London 1992. ISBN 0-7156-2434-2
    - Simplicius: On Aristotle, Physics 5, translated by James O. Urmson. Duckworth, London 1997. ISBN 0-7156-2765-1
    - Simplicius on Aristotle's Physics 6, translated by David Konstan. Cornell University Press, Ithaca (N.Y.) 1989. ISBN 0-8014-2238-8
    - Simplicius: On Aristotle, Physics 7, translated by Charles Hagen. Duckworth, London 1994. ISBN 0-7156-2485-7
    - Simplicius: On Aristotle, Physics 8.6-10, translated by Richard McKirahan. Duckworth, London 2001. ISBN 0-7156-3039-3
- Сімплікій (? — суперечне), коментар «Про душу».
- текст: CAG. Vol. 11 (1882). 391 p.
- англ. переклад (видано 3 томи з 4):
- Simplicius: On Aristotle's On the Soul 1.1-2.4, translated by James O. Urmson. Cornell University Press, Ithaca (N.Y.) 1995. ISBN 0-8014-3160-3
  -     - Priscian: On Theophrastus on Sense-Perception, with «Simplicius»: On Aristotle, On the Soul 2.5-12, translated by Carlos Steel u. a.. Duckworth, London 1997. ISBN 0-7156-2752-X
    - «Simplicius»: On Aristotle, On the Soul 3.1-5, translated by Henry J. Blumenthal. Duckworth, London 2000. ISBN 0-7156-2896-8

Інші твори в англійському перекладі:
- Simplicius: Corollaries on Place and Time, translated by James O. Urmson. Duckworth, London 1992. ISBN 0-7156-2252-8
- Simplicius: On Epictetus, Handbook 1-26, translated by Tad Brennan and Charles Brittain. Duckworth, London 2002. ISBN 0-7156-3068-7
- Simplicius: On Epictetus, Handbook 27-53, translated by Tad Brennan and Charles Brittain. Duckworth, London 2002. ISBN 0-7156-3069-5

Російськомовні переклади:
- Симпликий. Комментарий к «Физике» Аристотеля (кн. 1, гл. 1). // В сб.: Философия природы в античности и в средние века. М., 1998.
- Симпликий Комментарий к четырём книгам трактата Аристотеля «О небе». Комментарий ко второй книге. // Историко-философский ежегодник 2004. М., 2005. С.11-33.

Переклади французькою мовою:
- Simplicius. Commentaire sur les Catégories, Tr., comm. sous la dir. de I. Hadot. Fasc. 1-4. Leiden, 1990—1997.
- У серії «Collection Budé»: Simplicius. Commentaire sur le Manuel d'Epictète. Tome I: Chapitres I à XXIX. Texte établi et traduit par I. Hadot. 2e tirage 2003. CLXXII, 314 p. ISBN 978-2-251-00493-8

### Дослідження
- Бородай Т. Ю. Симпликий Киликийский. // Античная философия: Энциклопедический словарь. М., 2008. С. 667—668. (библиография)
- Целлер Э. Очерк истории греческой философии. — М., 1912.
- Сидоров А. И. Неоплатонизм и манихейство (Александр из Ликополя, Симпликий). // Вестник Древней Истории. — М., 1980, № 3. С. 45.
- Лосев А. Ф. История античной эстетики. Том VII. — М.: Искусство, 1988.
- Россиус А. А. Учение о гомоцентрических сферах в разных его античных вариантах по Симпликию. // Историко-философский ежегодник. — М., 2005. С. 5—10.
- Гарнцев М. А. Симпликий о подходах Платона и Аристотеля к проблеме времени. // Философия и будущее цивилизации. Тезисы докладов и выступлений IV Российского философского конгресса (Москва 24—28 мая 2005 г.). В 5 т. Т. 2. — М., 2005. С. 13—14.